# Le soldatesse
Le soldatesse es una película italiana de 1965 sobre la Segunda Guerra Mundial dirigida por Valerio Zurlini y protagonizada por Anna Karina. Basada en una novela de 1956 de Ugo Pirro, cuenta la historia de un joven teniente del ejército italiano a quien en 1942 se le ordena llevar un camión lleno de prostitutas griegas de la hambrienta Atenas bajo la ocupación del Eje para entretener a las tropas que luchan contra los partisanos en Albania. La película participó en el IV Festival Internacional de Cine de Moscú, donde ganó el Premio Especial de Plata.

## Argumento
En 1942, desanimado por el hambre y las enfermedades en Atenas, el teniente Martino del ejército italiano solicita su reasignación a otro lugar. Se encuentra, junto con un sargento Castagnoli, a cargo de un camión que transporta doce prostitutas que debe entregar por el país a distintos establecimientos militares. Martino objeta que no es para eso que se unió al ejército, ni ve cómo contribuirá a la victoria, pero acepta a regañadientes. En el camino, se ven obligados a aceptar como pasajero al mayor Alessi. De carácter desagradable, tiene un rango superior a Martino y puede imponer su voluntad a los dos soldados y a las mujeres.
Una noche, el grupo puede dormir cómodamente en unos vagones de ferrocarril abandonados y los hombres se emparejan con algunas de las mujeres que conforman su «cargamento»: El pragmático Castagnoli se vincula con la mayor y más realista Ebe, mientas que a Martino le gusta la franca Eftichia, que tiene opiniones firmes sobre la vida, pero en el momento se le acerca la amable Elenitza, que no busca problemas. A la mañana siguiente pasa un camión lleno de Camisas Negras y su líder, un héroe de la guerra en España, pide una de las chicas y se la lleva. De nuevo en el camino, después de algunos kilómetros, el grupo de Martino se encuentra con los restos de los Camisas Negras, su camión y su prostituta, todos asesinados por partisanos. Alessi, en la escena de la matanza, jura venganza histéricamente.
Poco después, su propio camión sufre una emboscada y se sale de la carretera en llamas. Los supervivientes llevan a los heridos a una cabaña abandonada, donde Alessi, todavía histérico, dice que irá a buscar ayuda. Al darse cuenta de que quiere escapar, Castagnoli, herido, lo detiene a punta de pistola. Mientras tanto, Elenitza sucumbe a sus heridas y delante de todos Alessi la mata a tiros. Al anochecer, cargando a Castagnoli, lo que queda del grupo cruza a duras penas las montañas y llega a un pueblo que está siendo vaciado e incendiado por los Camisas Negras, a quienes se une Alessi. Han capturado a unos presuntos partisanos, a quienes fusilan.
Al final, Martino logra llevar a Castagnoli a un hospital militar, donde Ebe se asegura de que esté cómodo, y entrega a las pocas prostitutas que le quedan. Después de lo que ha visto, Eftichia ya no soporta la idea de acostarse con italianos, pero hace una última excepción con Martino. Después de una noche juntos, se adentra en las montañas para unirse a los partisanos. Martino vuelve a estar solo, sin propósito y aún más desilusionado.

## Reparto
- Ana Karina ... Elenitza.
- Léa Massari ... Toula.
- Marie Laforêt ... Eftichia.
- Tomás Milián ... Tte. Gaetano Martino.
- Mario Adorf ... Castagnoli.
- Valeria Moriconi ... Ebe.
- Aleksandar Gavric ... Alessi (como Aca Gavric).
- Rossana Di Rocco ... Panaiota, hermana de Toula.
- Milena Dravic ... Aspasia.
- Guido Alberti ... Gambardelli.
- Mila Stanić